# After Bach
Albums de Brad Mehldau
Chris Thile & Brad Mehldau (en)
(2017) Seymour Reads the Constitution! (en)
(2018)
After Bach est un album en solo du pianiste de jazz américain Brad Mehldau, enregistré en 2017 et sorti en 2018. Il y joue cinq compositions de Jean-Sébastien Bach extraites du Clavier bien tempéré suivies de compositions et d'improvisations inspirées par ces pièces.

## À propos de l'album

### Contexte
Au-delà du jazz, Brad Mehldau a intégré de nombreuses influences dans sa musique, parmi lesquelles la musique classique, qu'il travaille depuis ses 6 ans. Parmi ces influences, on peut citer Robert Schumann, son compositeur préféré, Johannes Brahms (dont il joue deux pièces sur 10 Years Solo Live), Franz Schubert (qui a en partie inspiré Elegiac Cycle) et Jean-Sébastien Bach, qui était lui-même un excellent claviériste et un improvisateur,. Bien que cette tradition de l'improvisation ait été largement perdue dans le monde de la musique classique, elle est essentielle pour les musiciens de jazz.
En 2015, le Carnegie Hall, le Conservatoire royal de musique, le National Concert Hall et le Wigmore Hall ont commandé à Mehldau des pièces inspirées par des pièces de Bach :
| Pièce de Bach                        | Pièce de Mehldau       |
| ------------------------------------ | ---------------------- |
| Prélude en ut dièse majeur (BWV 848) | After Bach 1: Rondo    |
| Fugue en sol mineur (BWV 885)        | After Bach 2: Ostinato |
| Prélude en ré mineur (BWV 851)       | After Bach 3: Toccata  |

Une série de concerts a permis au pianiste de jouer ses Three Pieces After Bach entrecoupées d'improvisations,.

### Description
De nombreux musiciens ont travaillé la musique de Bach, les plus connus étant Jacques Loussier et le Modern Jazz Quartet. Cette « jazzification » se contente bien souvent de faire swinger les mélodies de Bach.
Au lieu de cela, Mehldau a écrit « des pièces personnelles et contemporaines ; comme des réponses intrigantes ou des jeux de miroirs aux œuvres originales. » Même si ces pièces sont intégralement écrites, elles restent connectées à l'art de l'improvisation, comme il l'explique lui-même : « mes compositeurs préférés, comme Chopin, étaient de grands improvisateurs, et je pense qu'ils essayaient de capturer l'essence de leurs improvisations quand ils écrivaient de la musique. »

### Enregistrement de l'album
L'album a été enregistré du 18 au 20 avril 2018 au Mechanics Hall (en) à Worcester dans le Massachusetts.
After Bach s'ouvre et se ferme par des improvisations,. Dans la première, Before Bach: Benediction, « quelques idées simples sont développées de façon inattendue, gagnant en complexité avant de se résoudre dans l'évidence d'une cadence parfaite. » Pour la dernière, Prayer for Healing, « le contrepoint est abandonné au profit d'accords qui gagnent en chaleur, pendant que planent des lignes éparses et mélancoliques. »
Entre ces deux morceaux, Mehldau joue quatre préludes et une fugue extraites du Clavier bien tempéré de Bach, chacune suivie par une composition de Mehldau (Rondo, Ostinato) ou une improvisation (Pastorale, Flux, Dream) inspirée par Bach,,. La composition Rondo, inspirée par le prélude en do dièse majeur, voit le pianiste « transposer le motif original en 5/4, et l'entrainer dans un dédale harmonique aventureux. » Le prélude et fugue en fa mineur, joué d'une façon romantique pleine de rubato, est suivi par une improvisation « méditative et rêveuse sur certains des thèmes entendus chez Bach. »
Mehldau n'a pas gardé sur l'album la Toccata écrite pour les Three Pieces After Bach

## Accueil critique
La critique a globalement bien reçu l'album. John Lewis (The Guardian) relève la richesse harmonique des pièces de Mehldau, et note que les deux derniers morceaux sont plus touchants par leur plus grande simplicité. Matt Collar (AllMusic) parle d'un album « qui repousse les limites, à écouter sans fin. »
Bertrand Dermoncourt (L'Express) est plus mitigé : « si l'on reste sur sa faim, c'est que l'ensemble manque de souffle et d'imagination. »

## Liste des pistes
| No  | Titre                                                                          | Musique             | Durée |
| --- | ------------------------------------------------------------------------------ | ------------------- | ----- |
| 1.  | Before Bach: Benediction (improvisation)                                       | Brad Mehldau        | 5:27  |
| 2.  | The Well-Tempered Clavier Book I, BWV 848: Prelude No. 3 in C# Major           | Jean-Sébastien Bach | 1:21  |
| 3.  | After Bach: Rondo (composition)                                                | Brad Mehldau        | 8:21  |
| 4.  | The Well-Tempered Clavier Book II, BWV 870: Prelude No. 1 in C Major           | Jean-Sébastien Bach | 2:36  |
| 5.  | After Bach: Pastorale (improvisation)                                          | Brad Mehldau        | 3:46  |
| 6.  | The Well-Tempered Clavier Book I, BWV 855: Prelude No. 10 in E Minor           | Jean-Sébastien Bach | 2:16  |
| 7.  | After Bach: Flux (improvisation)                                               | Brad Mehldau        | 5:06  |
| 8.  | The Well-Tempered Clavier Book I, BWV 857: Prelude and Fugue No. 12 in F Minor | Jean-Sébastien Bach | 6:10  |
| 9.  | After Bach: Dream (improvisation)                                              | Brad Mehldau        | 7:50  |
| 10. | The Well-Tempered Clavier Book II, BWV 885: Fugue No. 16 in G Minor            | Jean-Sébastien Bach | 7:31  |
| 11. | After Bach: Ostinato (composition)                                             | Brad Mehldau        | 12:20 |
| 12. | Prayer for Healing (improvisation)                                             | Brad Mehldau        | 11:06 |

## Classement
| Classement (2018)            | Meilleure place |
| ---------------------------- | --------------- |
| Belgique (Flandre Ultratop)  | 61              |
| Belgique (Wallonie Ultratop) | 84              |
| France (SNEP)                | 142             |
| Allemagne (Media Control AG) | 94              |
| Italie (FIMI)                | 78              |
| Portugal (AFP)               | 45              |
| Suisse (Schweizer Hitparade) | 78              |

Aux États-Unis, l'album a été classé en tête des ventes jazz et troisième dans les ventes de musique classique.